# フシン・カルジャ
フシン・カルジャ（フサイン・ハルジャ）（Houssine Kharja, 1982年11月9日 - ）は、フランス・イヴリーヌ県ポワシー出身、モロッコ代表のサッカー選手。ポジションはMF。

## 経歴
パリ近郊のポワッシー出身で、地元のクラブでもあるパリ・サンジェルマンのユースチームで育つと、2000年にポルトガルのスポルティングCPに移籍してトップチームデビュー。2001年にイタリア・セリエB（当時）のテルナーナに移籍すると、ここで活躍。以降はイタリアのクラブを渡り歩くことになる。
2005-06シーズンは名門ASローマにレンタル移籍し、セリエAデビュー。12試合に出場し、ユヴェントスFC戦ではセリエA初ゴールを挙げる。このシーズン終了後はテルナーナに戻るはずだったが、テルナーナがセリエC1降格を決めていたことから復帰を拒否し、2007-08シーズンはセリエBのピアチェンツァに移籍。2008年1月からACシエーナにレンタル移籍しセリエAに復帰すると、ユヴェントスや古巣のローマからゴールを挙げるなど中心選手として活躍し、シーズンオフにはシエナに完全移籍する。2008-09シーズンは背番号10を与えられると、期待にこたえる活躍をみせた。シーズンオフにはジェノアCFCに移籍金300万ユーロ+代替選手2人という条件で移籍したが、2009年10月14日の練習中に左膝靭帯断裂の大怪我を負った。
2011年1月、インテルへ買い取りオプション付きのレンタル移籍をすることが発表された。シーズン終了後、インテルがオプションを行使しなかったためジェノアに復帰した。
フランス出身だが代表では自らのルーツであるモロッコ代表を選択し、アフリカネイションズカップに3度出場、ロンドンオリンピックに出場している。
2012年にカタール・スターズリーグのアル・アラビ・ドーハに移籍したが、2013年3月のアル・ガラファ戦で相手のネネと乱闘騒ぎを起こし退場、その事件がきっかけでアル・アラビを解雇された。
2014年10月10日、FCソショー＝モンベリアルに加入した。
2015年9月、FCステアウア・ブカレストと1年間の契約を締結した。